# Inwolucja (medycyna)
Inwolucja (łac. involutio), rozwój wsteczny – zanik (wiąd) fizjologiczny lub powrót organu do uprzednich rozmiarów. W patomorfologii zanik zaliczany jest do zmian wstecznych.

## Przykłady
- w życiu płodowym (wewnątrzmacicznym):
  - inwolucja przednercza i pranercza
  - inwolucja błony źreniczej
  - inwolucja narządu szkliwotwórczego
- w wieku dojrzałym:
  - inwolucja grasicy
  - inwolucja zastawek żylnych
  - inwolucja macicy w okresie połogowym
- w wieku starszym:
  - inwolucja węzłów i grudek chłonnych
  - inwolucja układu nerwowego
  - inwolucja mięśni i kości